# Молочай поникающий
Молоча́й поника́ющий (лат. Euphórbia nútans) — однолетнее травянистое растение; вид рода Молочай (Euphorbia) семейства Молочайные (Euphorbiaceae).

## Ботаническое описание
Растение 15—40 см высотой, рассеянно-длинноволосистое и коротко-прижато-пушистое.
Стебли большей частью прямостоячие или приподнимающиеся, наверху, а реже и внизу рассеянно-длинноволосистые, вперемежку с очень короткими и прижатыми войлочными волосками, поочерёдно- и ложно-дихотомически-ветвистые.
Стеблевые листья почти сидячие, из слегка неравнобокого, округлённого или немного сердцевидного основания яйцевидно-продолговатые или ланцетовидные или линейные, (1,5)2—3,5 см длиной, 6—8(15) мм шириной, туповатые, слабо-пильчатые (особенно по нижнему краю), сверху большей частью с длинным красноватым пятном. Прилистники треугольные, красноватые, бахромчато-ресничные.
Циатии в небольшом числе в густых, конечных, полушаровидных, ложнозонтичных соцветиях, подпираемых парой верхушечных листьев, но иногда также одиночные в верхних развилках стебля; бокальчик узко-кубарчатый, 1—1,2 мм длиной, снаружи голый, внутри грубоволосый, с ланцетовидными лопастями. Нектарники в числе 4, с более, чем они, широкими, белыми, при основании слегка краснеющими, округлыми, цельнокрайными или неясно-выемчатыми придатками. Пыльниковые цветки без прицветников при основании. Столбики 0,5—0,75 мм длиной, двунадрезные. Цветёт в июле—сентябре.
Плод — трёхорешник, 2—2,5 мм длиной, 1,8—2,5 мм шириной, голый, со слабо-килеватыми лопастями. Семена тёмно-бурые, яйцевидные, четырёхгранные, 1—1,2 мм длиной, в зрелом состоянии почти чёрные, с многочисленными неправильными поперечными морщинками.
Вид описан из Америки (Новая Испания).

## Распространение
Северная Америка: Канада (Онтарио, Квебек: северо-запад), США (Индиана, Мэн, Мичиган, Нью-Йорк, Огайо, Пенсильвания, Род Айленд, Западная Виргиния, Иллинойс, Айова, Канзас, Миннесота, Миссури, Небраска, Оклахома, Южная Дакота, Висконсин, Алабама, Арканзас, Флорида, Джорджия, Кентукки, Луизиана, Мэриленд, Миссисипи, Северная Каролина, Южная Каролина, Теннесси, Виргиния, Техас; Центральная Америка: Мексика, Белиз, Коста Рика, Никарагуа, Сальвадор; Южная Америка: Эквадор.
Распространено как заносное растение: Европа: Австрия, Венгрия, Швейцария, Болгария, Италия (включая Сицилию), Румыния, Франция, Португалия, Испания (включая Балеарские острова); территория бывшего СССР: Западное Закавказье (Гагры, Пецкирское ущелье); Азия: Кипр, Израиль, Япония; Африка: Азорские острова, Мадейра, Канарские острова; Северная Америка: США (Калифорния); Австралия: Новый Южный Уэльс; Новая Зеландия.
Растёт как сорное растение на возделываемых землях и по обочинам дорог, часто у берега моря.

## Таксономия
|  |                                      |  |                                                             |                                                             |                      |  | ещё 36 семейств (согласно Системе APG II), в том числе Маковые | ещё 36 семейств (согласно Системе APG II), в том числе Маковые |                         |  |  |  | ещё ≈2000 видов |
|  |                                      |  |                                                             |                                                             |                      |  | ещё 36 семейств (согласно Системе APG II), в том числе Маковые | ещё 36 семейств (согласно Системе APG II), в том числе Маковые |                         |  |  |  | ещё ≈2000 видов |
|  |                                      |  |                                                             | порядок Мальпигиецветные                                    |                      |  |                                                                |                                                                | род Молочай (Euphorbia) |  |  |  |                 |
|  |                                      |  |                                                             | порядок Мальпигиецветные                                    |                      |  |                                                                |                                                                | род Молочай (Euphorbia) |  |  |  |                 |
|  | отдел Цветковые, или Покрытосеменные |  |                                                             |                                                             | семейство Молочайные |  |                                                                |                                                                | вид Молочай поникающий  |  |  |  |                 |
|  | отдел Цветковые, или Покрытосеменные |  |                                                             |                                                             | семейство Молочайные |  |                                                                |                                                                |                         |  |  |  |                 |
|  |                                      |  | ещё 44 порядка цветковых растений (согласно Системе APG II) | ещё 44 порядка цветковых растений (согласно Системе APG II) |                      |  |                                                                | ещё >300 родов                                                 | ещё >300 родов          |  |  |  |                 |
|  |                                      |  |                                                             | ещё 44 порядка цветковых растений (согласно Системе APG II) |                      |  |                                                                |                                                                | ещё >300 родов          |  |  |  |                 |